# Canal Deportes TVC (Honduras)
Canal Deportes TVC es un canal de televisión por suscripción hondureño, propiedad de la familia Ferrari y operado por la Corporación Televicentro. Emite programas informativos y de opinión con temática deportiva, así como transmisiones en vivo y diferidas de los partidos de los 10 clubes de la Liga Nacional de Honduras. También se enlaza a las emisiones de programas deportivos de su canal hermano TSi y de la radioemisora HRN de Emisoras Unidas. Es el quinto canal de la Corporación Televicentro, y su primer canal en emitir de forma exclusiva en televisión por cable.

## Historia
El lanzamiento del canal fue anunciado oficialmente en agosto de 2023 y comenzó sus operaciones formalmente el 1 de noviembre, coincidentemente mismo día que la fecha de inauguración de HRN, y su primer partido emitido fue entre el Club Deportivo Génesis vs Club Deportivo Marathón, el sábado 4 de noviembre por la jornada 16 del Torneo Apertura 2023. 
Como parte de su parrilla de contenidos, se transmiten los partidos de los diez equipos de la Liga Nacional de Primera División, además del Noticiero Meridiano de Deportes TVC, y muchos otros programas especializados y de interés para los aficionados al deporte.
Según la Corporación Televicentro, Canal Deportes TVC le permite al fútbol hondureño emprender una modernización que actualmente ocurre en la mayor parte del mundo, donde estas transmisiones se convirtieron en un servicio de televisión de cable o plataformas de streaming. Afirmando que en Honduras ya más de la mitad de los encuentros de Primera División se veían en un solo operador de cable, así que con la llegada de Canal Deportes TVC se pretende ampliar el acceso al campeonato.
El proyecto fue informado con anterioridad a los nueve clubes de Primera División, a la Liga Nacional y a la Federación Nacional Autónoma de Fútbol de Honduras (Fenafuth). Todos manifestaron su respaldo a esta iniciativa, por los beneficios que afirma representar para los aficionados y para el balompié en general, especialmente para la Selección Nacional en su próxima eliminatoria rumbo al Mundial del 2026.
Al momento del lanzamiento, la empresa Claro confirmó que es la primera cableoperadora que se suma al proyecto y que incluiría el nuevo canal dentro de su parrilla, lo cual le garantiza el acceso a sus suscriptores, pero hasta diciembre de 2023 más de 10 cableoperadores ofrecen dentro de sus servicios el nuevo canal de Deportes TVC.

## Controversias
El 12 de diciembre de 2023 la Asociación de Cable Operadores de Honduras emitió un comunicado manifestando su preocupación por el canal y su exclusividad en la emisión de los partidos de la Liga Nacional. Aseguran que la adición del canal a los servicios de televisión por cable involucra un costo extra obligatorio de $1.60 (L.45) para los suscriptores. Costo que los operadores no quieren aplicar, y por ende, los deja sin acceso a los partidos de la Liga Nacional.
Una semana después, luego de la gran final de vuelta entre Olimpia y Motagua (transmitida de forma exclusiva por Canal Deportes TVC), la Comisión Nacional de Telecomunicaciones (CONATEL) se pronunció al respecto en un comunicado. Lo consideró un acto “mezquino y mercantilista” y aseguró que defendería a los televidentes si se seguía privatizando el deporte nacional. Asegurando que esto alejaba a la ciudadanía de un bien público que por tradición ha servido para unir a las familias hondureñas.

## Programación

### Actual
- Agenda Deportiva
- Ante la Afición (HRN)
- Canal Deportes TVC Noticias
- Con Pineda Chacón (TSi)
- Fútbol a Fondo (TSi)
- Fútbol en 60
- Ida y Vuelta
- La Previa
- Las Dueñas del Balón (TSi)
- Liga 5 Estrellas
- Liga de Ascenso
- Rey de Copas (TSi)
- Tiempo Extra